# Hiệp định Phòng thủ chung Nhật-Trung
Hiệp định Phòng thủ chung Nhật-Trung là một loạt các hiệp ước quân sự bí mật giữa Trung Hoa Dân Quốc và Đế quốc Nhật Bản, được ký kết vào tháng 5 năm 1918. Hiệp dịnh được soạn thảo sau khi Trung Quốc tham gia phe Đồng minh, cho Nhật Bản nhiều đặc quyền quân sự trên lãnh thổ Trung Quốc dọc theo biên giới với Nga. Nội dung của các thỏa thuận đã bị rò rỉ cho báo chí, làm dấy lên một phong trào phản đối rộng rãi của sinh viên người Hoa ở Nhật Bản và trên khắp Trung Quốc. Hiệp định này chính thức bị chấm dứt vào tháng 1 năm 1921, áp lực dư luận Trung Quốc khiến việc tiếp tục các thỏa thuận là không thể.

## Bối cảnh
Chính phủ Trung Hoa Dân Quốc, do Đoàn Kỳ Thụy đứng đầu, tuyên chiến với Đế quốc Đức và Đế quốc Áo-Hung vào ngày 14 tháng 8 năm 1917, đánh dấu việc Trung Quốc tham gia Chiến tranh thế giới thứ nhất theo phe Đồng minh, bao gồm có Đế quốc Nhật Bản. Đức và Áo-Hung trở thành kẻ thù chung của Trung Quốc và Nhật Bản. Hơn nữa, sau khi Cách mạng Tháng Mười năm 1917 ở Nga nổ ra, phe Đồng minh tuyên bố chính phủ cộng sản mới của Vladimir Ilyich Lenin là một mối đe dọa. Sau Cách mạng Tháng Mười, cán cân quyền lực ở Đông Á bị phá vỡ, và người Nhật tập trung vào các vùng lãnh thổ trước đây nằm dưới ảnh hưởng của Nga - bao gồm Siberia, Mãn Châu và Nội Mông - cũng như tìm cơ hội kiểm soát nhiều hơn đối với chính trị nội địa Trung Quốc. Để tận dụng khoảng trống quyền lực ở Đông Á, Nhật Bản, trên danh nghĩa sự can thiệp của phe Đồng minh, triển khai các lực lượng vũ trang đáng kể tới vùng Viễn Đông của Nga, Đông Siberia và Bắc Mãn Châu, lên tới hơn 72.000 quân (một phần ba tổng số quân tại ngũ của Nhật Bản) đến Vladivostok và vùng Ngoại Baikal. Đồng thời, vào ngày 22 tháng 12 năm 1917, Tanaka Giichi, khi đó là Phó Chánh văn phòng Tổng tham mưu quân đội Đế quốc Nhật Bản, ra chỉ thị rằng Nhật Bản phải tiếp quản sau khi Nga rút khỏi Đường sắt phía Đông Trung Quốc (Chinese Eastern Railway, CER). Tanaka cho rằng sự tan rã của quyền lực Nga tạo cơ hội tuyệt vời để giành được chỗ đứng ở Cáp Nhĩ Tân và CER, tạo bàn đạp cho bất kỳ sự mở rộng nào trong tương lai sang Đông Bắc Trung Quốc và sau đó là vùng châu Á nước Nga.
Tanaka Giichi bắt đầu lên kế hoạch ký kết một hiệp ước quân sự với Trung Quốc, bao gồm khả năng một liên minh quân sự. Vào cuối tháng 1, Tanaka chỉ thị cho tùy viên quân sự Nhật Bản tại Bắc Kinh, yêu cầu nhanh chóng tiến tới hình thành một thỏa thuận giữa Trung Quốc nhà Nhật Bản, và hơn nữa, cố gắng khiến phía Trung Quốc đề xuất ý tưởng trước.
Trong nội bộ chính phủ Trung Quốc, có những nghi ngờ về ý định của phía Nhật Bản đối với bất kỳ thỏa thuận nào, và đặc biệt, họ lo ngại rằng một thỏa thuận như vậy có thể dẫn đến việc Nhật Bản kiểm soát khu vực Mãn Châu. Tuy nhiên, ngoại trưởng Nhật Bản Motono Ichirō đưa ra ví dụ về việc hợp tác quân sự của phe Đồng minh tại Pháp, và nói rằng, nếu phe Đồng minh có thể làm vậy, thì sẽ thật không hợp lý nếu không làm điều tương tự ở Mãn Châu. Phía Nhật Bản cũng ám chỉ khả năng đơn phương triển khai trong trường hợp Trung Quốc không đồng ý. Với việc ký kết Hòa ước Brest-Litovsk ngày 3 tháng 3 năm 1918 giữa Nga Xô viết và Liên minh Trung tâm, Trung Quốc ngày càng lo ngại về sự hiện diện của 100.000 tù nhân chiến tranh Đức ở Siberia. Lo lắng rằng các lực lượng này sẽ được giải phóng và đe dọa an ninh của vùng Viễn Đông, phía Trung Quốc cảm thấy cần thiết phải ký kết một thỏa thuận với Nhật Bản.

## Nội dung
Vào ngày 8 tháng 3, chính phủ Terauchi Masatake quyết định bắt đầu vạch ra kế hoạch cho một thỏa thuận Nhật-Trung, và thông báo cho Công sứ Trung Quốc ở Tokyo Chương Tông Tường về điều này. Một phái đoàn do Saitō Suejirō dẫn đầu được cử đến Trung Quốc để thương thảo các điều khoản của hiệp định. Vào ngày 25 tháng 3, Chương Tông Tường và ngoại trưởng Motono trao đổi thư từ, trong đó nhất trí rằng các lực lượng đối địch đầy rẫy khắp nơi dọc biên giới Nga, đe dọa an ninh của vùng Viễn Đông, đồng thời đồng ý xem xét ký kết một thỏa thuận phòng thủ chung.
Trong khi các cuộc đàm phán được tiến hành trong bí mật, một số tờ báo đã nhanh chóng nắm được thông tin và đưa tin từ đầu tháng 4. Sự phản đối nhanh chóng lan rộng khắp Trung Quốc. Ý định của phía Nhật Bản được thể hiện rõ ràng qua một văn thư của Bộ Ngoại giao Nhật vào khoảng thời gian này, trong đó nói rằng việc thành lập một liên minh Nhật-Trung sẽ cho phép quân đội Nhật Bản di chuyển tự do trên lãnh thổ Trung Quốc, trưng dụng bất kỳ nguồn lực nào cần thiết, can thiệp tích cực vào chính trị nội bộ Trung Quốc và ươm mầm mống cho các lực lượng thân Nhật trên khắp Trung Quốc.
Vào ngày 3 tháng 5, Tanaka Giichi đến thăm Chương Tông Tường tại Công sứ quán Trung Quốc ở Tokyo, yêu cầu phía Trung Quốc xin lỗi vì đã nghi ngờ ý định của Nhật Bản và dừng tham gia thảo luận. Tanaka Giichi tuyên bố rằng, cho đến khi một thỏa thuận được ký kết, Nhật Bản không còn lựa chọn nào khác ngoài việc đình chỉ viện trợ tài chính và quân sự cho Trung Quốc thông qua Khoản vay Nishihara. Các cuộc đàm phán được mở lại vào ngày hôm sau, và đến ngày 16 tháng 5, hiệp định về lục quân được ký kết. Một hiệp định hải quân, gần tương tự hiệp định lục quân, được ký vào ngày 19 tháng 5.
Hiệp định về lục quân gồm có 12 điều. Nếu như điều khoản thứ 2 ngoài mặt coi các bên của thỏa thuận là bình đẳng, thì điều khoản thứ 3 chỉ rõ rằng chính quyền Trung Quốc phải cố gắng hết sức để hợp tác với quân đội Nhật Bản trong các khu vực liên quan và hạn chế cản trợ hoạt động của quân Nhật. Điều khoản thứ 4 chỉ rõ rằng quân đội Nhật Bản sẽ rút toàn bộ khỏi lãnh thổ Trung Quốc khi chiến tranh kết thúc. Điều thứ 7 chỉ rõ việc bố trí sĩ quan liên lạc trong quân đội của mỗi bên để xúc tiến liên lạc song phưong, và chỉ rõ rằng cả hai bên phải cung cấp bất kỳ nguồn lực nào cần thiết tạo điều kiện thuận lợi cho việc phòng thủ chung. Toàn văn hiệp định không được chính thức tiết lộ cho đến ngày 14 tháng 3 năm 1919.
Với Hội nghị hòa bình Paris bắt đầu vào ngày 18 tháng 1 năm 1919, việc làm rõ ngày hiệp định hết hiệu lực ngày càng trở nên tất yếu. Điều này được thực hiện vào ngày 5 tháng 2 đối với lục quân và ngày 1 tháng 3 đối với hải quân. Hiệp định được chỉ định chấm dứt khi cả chính phủ Trung Quốc và Nhật Bản chấp thuận hiệp ước hòa bình với Đức và Áo do các nước châu Âu đàm phán, và khi tất cả quân đội Trung Quốc và Nhật Bản đồn trú bên ngoài lãnh thổ Trung Quốc được rút đi.

## Ảnh hưởng
Trong khi mục đích bề ngoài của thỏa thuận là chống lại Liên minh Trung tâm, mối đe dọa của chủ nghĩa cộng sản đang nổi lên ở khu vực Siberia và Mãn Châu là một vấn đề cấp bách hơn. Hiệp định đặt nền móng cho sự can thiệp của Nhật Bản vào Siberia, và đặt quân đội Trung Quốc ở phía bắc Mãn Châu dưới sự chỉ huy của Nhật Bản.
Mặc dù chính phủ Nhật Bản cấm bất kỳ cuộc thảo luận nào về cuộc đàm phán trên các phương tiện truyền thông trong nước, các sinh viên người Hoa ở Nhật Bản biết về việc này thông qua báo chí nước ngoài, và nhanh chóng tổ chức một phong trào phản đối từ cuối tháng 4 năm 1918. Được gọi là "Phong trào Hồi hương", phong trào phản đối này khiến một phần ba trong số 3.000 sinh viên người Hoa ở Nhật Bản trở về Trung Quốc. Tuy nhiên, họ quay trở lại Nhật Bản vào mùa thu năm 1918. Thủ tướng tương lai của Trung Quốc Chu Ân Lai, khi đó đang học ở Nhật Bản, có quan tâm theo sát phong trào này, nhưng đã không lựa chọn hồi hương. Các cuộc biểu tình cũng xảy ra ở Trung Quốc, đặc biệt là bởi các sinh viên ở Bắc Kinh và các phòng thương mại trên toàn quốc. Hiệp định này, về bản chất là một liên minh, được công chúng Trung Quốc coi là nỗ lực của Nhật Bản sử dụng Đoàn Kỳ Thụy để kiểm soát Trung Quốc, và phong trào phản đối thỏa thuận này đã đặt nền móng cho Phong trào Ngũ Tứ.
Dù Đoàn Kỳ Thụy muốn giữ lại thỏa thuận dưới một số hình thức sau khi Chiến tranh thế giới thứ nhất kết thúc, dư luận, thúc đẩy bởi do phong trào phản đối, đã khiến điều này trở nên bất khả thi. Ông buộc phải từ chức vào tháng 8 năm 1920 sau thất bại trong Chiến tranh Trực - Hoản, và cơ sở cho hiệp định hoàn toàn sụp đổ. Hiệp định chính thức bị chấm dứt vào ngày 28 tháng 1 năm 1921.

## Trích dẫn
1. ↑  Sugano 1985, tr. 45.
2. 1 2 3  Sugano 1985, tr. 46.
3. ↑  Linkhoeva 2018, tr. 264-265.
4. 1 2 3 4  Sugano 1985, tr. 47.
5. 1 2  Itoh 2016, tr. 104.
6. 1 2 3 4 5 6 7 8 9  Sugano 1985, tr. 48.
7. ↑  Sugano 1985, tr. 49.
8. 1 2 3  Kotobank.
9. ↑  Putnam Weale 1919, tr. 165.
10. ↑  Putnam Weale 1919, tr. 175–177.
11. ↑  Putnam Weale 1919, tr. 176.
12. ↑  Yokoyama 2006, tr. 56–58.
13. ↑  Sugano 1985, tr. 51.
14. 1 2  Itoh 2016, tr. 118.
15. ↑  Itoh 2016, tr. 113–114.
16. 1 2  Sugano 1986, tr. 34.
17. ↑  Sugano 1986, tr. 32–33.
18. ↑  Sugano 1986, tr. 33.